# Plantar árboles

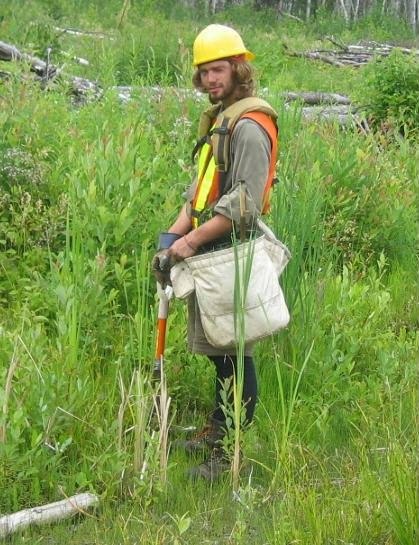
Un plantador de árboles en el norte de Ontario.

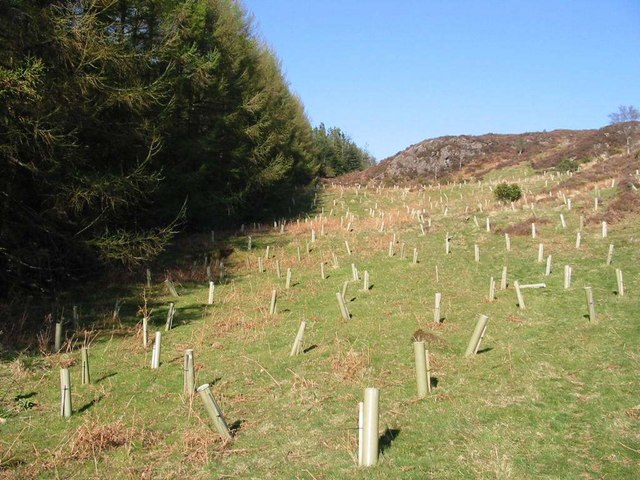
Plantar árboles es un aspecto de conservación de hábitat. En cada tubo de plástico se ha plantado un árbol de madera dura.

Plantar árboles es el proceso de trasplantar brotes de árboles, obtenidos de las semillas en un ambiente controlado (por ejemplo, un invernadero, o un refrigerador) a su emplazamiento definitivo al aire libre. Generalmente se plantan árboles para silvicultura, recuperación de tierra, por diversión o por configuración de paisaje. Difiere del trasplante de árboles más grandes en arboricultura, y del proceso, más barato pero menos fiable, de plantar directamente las semillas en el emplazamiento definitivo.
En silvicultura la actividad se conoce como reforestación, o forestación, dependiendo de si el área plantada ha tenido o no cobertura forestal recientemente. Implica plantar brotes en una extensión de tierra donde el bosque ha sido talado o dañado por el fuego, una plaga o la actividad humana.
Se plantan árboles en muchas partes del mundo, y las estrategias pueden diferir ampliamente según países, áreas geográficas o empresas de reforestación. Los conocimientos necesarios para plantar árboles eficientemente se encuentran en la ingeniería de montes (llamada también ingeniería forestal). La reforestación es la respuesta de la industria maderera a la destrucción a gran escala de bosques viejos, pero un bosque plantado raramente reproduce la biodiversidad y complejidad de un bosque natural.
Como los árboles fijan el dióxido de carbono del aire cuando crecen, plantar árboles puede utilizarse como técnica de geoingeniería para reducir el CO2 de la atmósfera y así luchar contra el cambio climático. Los proyectos para reverdecer desiertos pueden pretender inicialmente mejorar la biodiversidad y recuperar acuíferos y cuencas hidrológicas, pero también mejoran la economía y el bienestar de los habitantes al incrementar el número de empleos en la agricultura y silvicultura. Obviamente no basta con plantar más árboles, sino que también hay que mantener adecuadamente los existentes.

## Por países

### Australia
Los bosques australianos se han visto muy afectados desde la colonización europea, y se han hecho algunos intentos para restaurar los hábitats originales, tanto por el Estado como por particulares. Reverdeciendo Australia (Greening Australia) es una organización nacional sin ánimo de lucro establecida para llevar a la práctica el Programa Nacional de Arbolado iniciado por el Gobierno federal en 1982. Reverdeciendo Australia completó el objetivo de un millardo (mil millones) de árboles plantados y ha seguido ese camino para convertirse en una de las mayores organizaciones de plantado de árboles del país.
Existe un fuerte movimiento de voluntarios para la conservación del medio ambiente en Australia a través de Cuidando de la tierra (Landcare) y otras redes. Anualmente Planeta Arca organiza el día nacional del árbol en la última semana de julio, animando a la gente a plantar un millón de árboles nativos cada año. Cultivar árboles para la industria maderera es un proyecto a largo plazo. A un árbol puede llevarle años madurar hasta una edad y tamaño adecuados para esta industria. A algunas especies, cientos de años.
Muchos gobiernos de los estados de Australia desarrollan sus propios "programas del millón de árboles" cada año para animar que la ciudadanía se implique.

### Canadá
La mayoría de la plantación de árboles en Canadá lo hacen compañías privadas de reforestación. Estas compañías compiten entre sí por los contratos de las empresas madereras, cuyo permiso anual de corte está basado en cuánto dinero invierten en reforestación y otras labores de silvicultura. Plantar árboles es un típico trabajo a destajo, y el precio por árbol plantado puede variar ampliamente dependiendo de la dificultad del terreno y del precio de la oferta ganadora. Como resultado existe este dicho entre los plantadores: «No hay terreno malo, solo contratos malos» Cuatro meses de duro trabajo pueden rendir bastante para vivir un año entero, pero las condiciones son exigentes.
Los equipos de plantado de árboles a menudo no residen permanentemente en los lugares donde trabajan, de modo que muchos plantadores tienen sus bases en moteles o campamentos. Estos campamentos usualmente consisten en una tienda común para dormir, un barracón para cocinar, una tienda para los productos frescos, otra para la atención médica, otra para las letrinas, y una tienda o caravana con las duchas. Los plantadores deben traer consigo una tienda o un coche donde dormir. Un campamento dispone también de un cocinero y de personal de apoyo.
Se planta según las especificaciones del cliente, y se espera que los plantadores aprendan los estándares de calidad para cada contrato en el que trabajen. Las áreas taladas que han replantado son inspeccionadas regularmente mediante muestreo al azar (es decir, si por ejemplo han replantado 7 áreas se eligen al azar 2 de ellas y se inspeccionan). Aunque las especificaciones de calidad varían de un contrato a otro, los inspectores típicamente buscan cosas como: especies apropiadas para la zona, espaciado entre ejemplares, lo firmes que los brotes se han introducido en la tierra, cómo de derechos están, y si se encuentran o no dañados. 
El plantador promedio de la Columbia Británica planta 1 600 árboles al día, pero no es infrecuente que Hansbury llegue a plantar 4 000 si trabaja en el interior. Estas cifras son más altas en el Canadá central y oriental, donde el terreno permite trabajar más rápido, aunque como resultado el precio por árbol es ligeramente más bajo. Son comunes totales diarios de 2 500 árboles plantados. Los plantadores experimentados llegan a los 5 000, con marcas registradas de hasta 7 500. Los plantadores trabajan de 8 a 10 horas diarias con un tiempo de viaje adicional —usualmente no pagado— de 1 a 2 horas. La semana laboral en los contratos de plantado de la Columbia Británica es de 4 a 5 días, con 1 o 2 días de descanso. En Ontario las semanas de trabajo son de 5 a 6 días, con 1 de descanso.
Bastante a menudo las empresas de plantado deducirán del salario diario del plantador parte del coste asociado con las operaciones del contrato. Estas tarifas impuestas típicamente varían de 10 a 30 dólares canadienses diarios, y se denominan "costes del campamento". En algunos casos los plantadores novatos terminan debiéndole dinero a su patrón por sus primeros días de trabajo.
Teniendo en cuenta la inflación, los salarios reales de los plantadores han descendido durante muchos años en Canadá. Esto ha afectado negativamente a la capacidad del sector para atraer y retener trabajadores. Los mayores salarios y mucho mejores condiciones de trabajo en muchas otras industrias, desde la construcción al gas y al petróleo, e incluso las tecnologías de la información, han llevado a que menos jóvenes canadienses quieran plantar árboles.
Según las estadísticas de la Columbia Británica, el plantador promedio levanta un peso acumulado superior a los 1 000 kg, se agacha más de 200 veces cada hora, clava su pala en la tierra más de 200 veces cada hora y camina cargado más de 16 km cada día de la estación entera de plantado. La industria de reforestación tiene un promedio anual de 22 reclamaciones por daño físico por cada 100 trabajadores. Es una labor difícil y a menudo peligrosa.

### Reino Unido
El plantado de árboles en el Reino Unido se conoce comúnmente como "reposición" (restocking), cuando tiene lugar en un bosque recientemente talado. Si se planta donde no había bosque se conoce como "nueva plantación". Con el sistema británico, para adquirir los necesarios permisos de tala, el propietario de la tierra debe acordar un plan de gestión con la Comisión Forestal (el organismo regulador de esta área). Este plan debe incluir propuestas para el restablecimiento de la cobertura arbórea. El propietario o la empresa de gestión contratarán a la compañía de plantado, se acordarán en un documento las condiciones y los trabajos se llevarán a cabo típicamente de noviembre a abril, época en que la mayoría de los brotes trasplantados no tienen actividad biológica.
El plantado es parte de la naturaleza rotacional de muchas plantaciones forestales británicas. Los árboles son plantados y, cuando crecen lo suficiente, talados. Puede emplearse alguna forma de laboreo de la tierra, y después se vuelven a plantar brotes de árboles. Cuando la prioridad es la producción de madera, debe alcanzarse la densidad de plantado prescrita. Para las coníferas esto puede ser un mínimo de 2 500 arbolillos por hectárea 5 años después de la plantación. Plantar con esta densidad ha demostrado favorecer el crecimiento de troncos más rectos y libres de nudos.
Normalmente a los plantadores se les paga a destajo. Un trabajador experimentado plantará alrededor de 1 500 árboles diarios en la mayor parte de las condiciones.

### Israel
Plantar árboles es una antigua tradición judía. El rabino talmúdico Yohanan ben Zakai solía decir que si una persona que está plantando un árbol oye que ha llegado el Mesías, debería terminar de plantarlo antes de ir a saludar al recién llegado. Con más de 240 millones de árboles plantados, Israel es uno de los únicamente dos países que ha entrado en el siglo XXI con una ganancia neta en su número de árboles. Debido a los esfuerzos de forestación , este hecho resonó en diversas campañas. Los bosques israelíes son el producto de una gran campaña de forestación del Fondo Nacional Judío (JNF por sus siglas en inglés).
El mayor bosque plantado de Israel es el bosque de Yatir, situado en la ladera sur del monte Hebrón, al borde del desierto del Néguev. Ocupa un área de 30 km². Lleva el nombre de la antigua ciudad levítica de Yatir, que se encontraba en dicha área y que la Torá escribe "Jattir". «Y a los hijos del sacerdote Aarón les dieron Hebrón con sus suburbios, la ciudad de refugio del asesino, y Libna con sus suburbios, y Yatir con sus suburbios, y Estemoa con sus suburbios»(Libro de Josué21:13-14). En 2006 el JNF firmó un contrato de alquiler con el Estado de Israel que durante 49 años le da el control de 30 000 hectáreas del Néguev para desarrollar bosques. En el bosque de Yatir se investiga sobre el cambio climático. Estudios del Instituto Weizmann de Ciencias, en colaboración con el Instituto Jacob Blaustein para la Investigación del Desierto en Sde Boker han mostrado que los árboles funcionan como una trampa para el dióxido de carbono en el aire. La sombra de los árboles plantados en el desierto también reduce la evaporación de las escasas lluvias. El bosque de Yatir es parte del proyecto FluxNet de la NASA, una red mundial de torres micrometeorológicas utilizadas para medir los intercambios de dióxido de carbono, vapor de agua y energía entre los ecosistemas terrestres y la atmósfera. El Instituto Arava para Estudios Medioambientales lleva a cabo investigaciones centradas en frutas como dátiles o uvas cultivadas en los alrededores del bosque de Yatir. La investigación es parte de un plan que pretende introducir nuevas cosechas en zonas áridas o salinas.
Se ha criticado al JNF por plantar pinos no nativos, y por tanto no adaptados al clima, en vez de olivos. Otros creen que esta decisión merece respeto, pues de otra manera los bosques no habrían sobrevivido. De acuerdo con las estadísticas del JNF, 6 de cada 10 brotes plantados en un entorno del JNF en Jerusalén no sobrevivieron, aunque la ratio de supervivencia en otros terrenos fuera de Jerusalén es mucho más alta —cercana al 95 %. Los críticos arguyen que muchas tierras del JNF fuera de la Franja de Gaza fueron confiscadas ilegalmente a refugiados palestinos, y que el JNF no debería involucrarse en tierras de la Franja de Gaza. Shaul Ephraim Cohen proclama que se han plantado árboles para restringir el pastoreo beduino. Susan Nathan escribió que se plantaron bosques en los pueblos abandonados tras la guerra de 1948. Nathan también escribe que los olivos fueron reemplazados por pinos y cipreses y que la política de forestación del JNF borra las huellas de la presencia árabe anterior a 1948.
Desde 2009 el JNF ha proporcionado a la Autoridad Palestina 3 000 brotes de árboles para un área forestal que se está desarrollando en las afueras de la nueva ciudad de Rawabi, al norte de Ramala.
Aproximadamente 1 000 pequeños incendios forestales se registran en promedio anual durante los cinco meses propensos al fuego. La mitad de ellos son intencionados, acciones hostiles y atentados terroristas árabes o palestinos. Durante la guerra del Líbano de 2006 Hezbolá destruyó mediante cohetes Katiuska 4 000 hectáreas de bosques plantados a mano. En el verano de 2006 el JNF lanzó la Operación de Renovación Norteña, una campaña de reforestación que también repuso algo del suelo calcinado.

### Nueva Zelanda

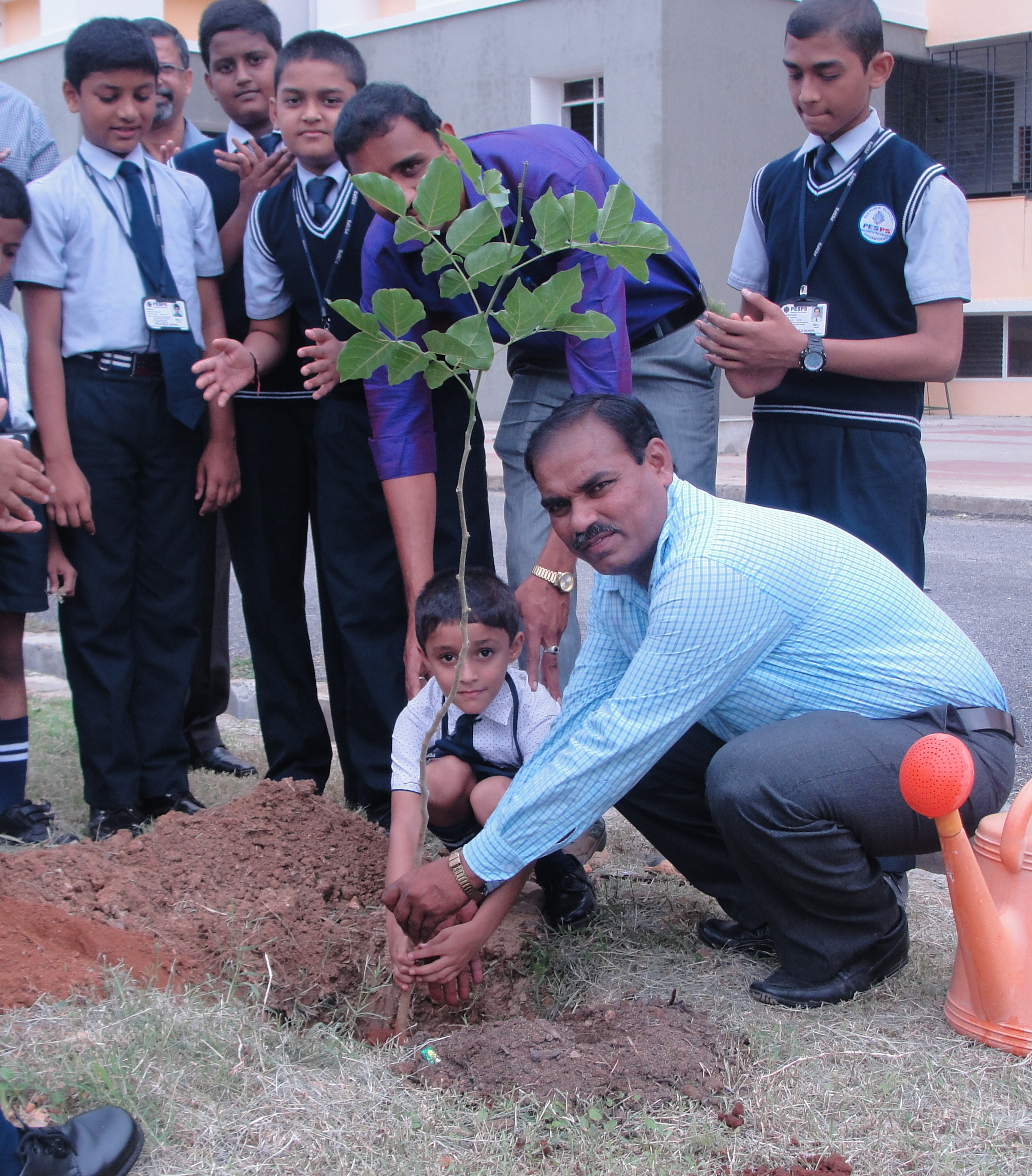
Un niño planta un árbol en la India

El bosque de Kaingaroa en Nueva Zelanda es el mayor bosque plantado del hemisferio sur. Es uno de los muchos bosques plantados desde la colonización europea. Comúnmente se emplea el pino insigne (Pinus radiata), ya que se ha desarrollado una variedad de rápido crecimiento y adecuada para un amplio rango de condiciones de humedad, temperatura y suelo.
Organismos estatales y fundaciones privadas plantan árboles para preservar el medio ambiente y mitigar el cambio climático. Aunque algo del trabajo es llevado a cabo por empresas privadas, también hay días de plantado organizados para voluntarios. El instituto de investigación Landcare empleó bosques plantados para su sistema EBEX21 de mitigación de emisiones de gases de efecto invernadero.

### Sudáfrica
Los bosques de Sudáfrica se han visto gravemente mermados por la agricultura, laboreo tradicional y urbanización en las regiones costeras. Varias organizaciones trabajan para incrementar la cobertura forestal en algunas zonas del país. Actualmente menos del 0,5 % de la superficie de Sudáfrica está cubierta por bosques. Greenpop es una organización de emprendimiento social establecida para llevar a cabo un programa de plantado de árboles que reverdezca tanto el entorno rural como el urbano. Inició sus actividades en 2010. Existe un fuerte movimiento de voluntarios en Sudáfrica. El día del árbol nacional se organiza anualmente en septiembre, y ha ido ampliándose hasta convertirse en el mes nacional del árbol.

### Estados Unidos
Árboles para el Futuro y Planta con Intención son organizaciones sin ánimo de lucro con base en Estados Unidos que plantan árboles en países en desarrollo para mejorar la gestión de las tierras. Otras organizaciones que plantan árboles en Estados Unidos incluyen:
- Bosques Americanos
- Fundación para el Día del Árbol[36]
- The Nature Conservancy
- Plántalo 2020[37]
- Servicio Forestal de los Estados Unidos con su programa "Planta un árbol" en el que se puede donar dinero para plantar árboles en los bosques nacionales.[38]
- El Bosque de Nuestra Ciudad[39]
- Gente de los Árboles da poder a los tejanos del centro para reforzar las comunidades mediante el plantado de árboles y su cuidado. Desde 1989 Gente de los Árboles ha plantado más de millón y medio en parques, vecindades y áreas naturales del centro de Texas.

## Papel en el cambio climático
El desarrollo de mercados para el comercio de derechos de emisión en los últimos años ha abierto una nueva fuente de financiación para proyectos de plantado de árboles: compensaciones del carbono (carbon offsets). El que del plantado de árboles se derive la creación de una compensación por el dióxido de carbono emitido en otra parte del mundo se apoya en la idea de que los árboles ayudan a mitigar el cambio climático fijando el carbono a medida que crecen. Sin embargo, las teorías que unen los árboles con el cambio climático están lejos de ser demostradas, y los árboles continúan siendo una controvertida fuente de compensación.

### Impactos en el clima
Los científicos del clima que trabajan para el Grupo Intergubernamental de Expertos sobre el Cambio Climático (IPCC por sus siglas en inglés) creen que la deforestación inducida por el hombre es responsable de entre el 18 y el 25 % del cambio climático a escala mundial. Las Naciones Unidas, el Banco Mundial y otras organizaciones no gubernamentales líderes animan a plantar árboles como método para mitigar los efectos del cambio climático.
Los árboles fijan el dióxido de carbono a través de la fotosíntesis, convirtiéndolo en oxígeno molecular (O2) y materia orgánica vegetal, como carbohidratos (por ejemplo, celulosa). Por tanto, extender el área de bosque, o su densidad, incrementará la biomasa y reducirá los niveles de CO2 atmosférico. Este dióxido de carbono vuelve al aire si el árbol se quema o se pudre por descomposición bacteriana, pero mientras el bosque es capaz de crecer al mismo ritmo que su biomasa se pierde por oxidación del carbono orgánico, el resultado neto es neutro en carbono. En su valoración de 2001 el IPCC estimó el potencial de la mitigación biológica del cambio climático (principalmente plantado de árboles) en alrededor de 100 gigatoneladas acumulativas de carbono para 2050, equivalentes a entre el 10 y el 20 % de las emisiones procedentes de combustibles fósiles durante ese período.
Sin embargo el efecto de enfriamiento mundial que producen los bosques fijando el dióxido de carbono no es el único factor que se debe considerar. Por ejemplo, la plantación de nuevos bosques puede liberar inicialmente a la atmósfera algunos de los depósitos de dióxido de carbono de la zona. Específicamente, la conversión de turberas indonesias en plantaciones de palmera aceitera ha hecho de Indonesia el tercer mayor país emisor de gases de efecto invernadero.
Comparados con terrenos de menos vegetación, los bosques afectan al clima de tres formas:
- Enfrían la Tierra funcionando como sumideros de dióxido de carbono.
- Enfrían la Tierra añadiendo vapor de agua a la atmósfera, incrementando así la nubosidad.
- Calientan la Tierra al absorber un porcentaje mayor de la luz solar por la baja reflectividad de las superficies oscuras de un bosque. Este efecto de calentamiento, o reducción de albedo es mayor en los bosques perennes, porque su reflectividad es muy baja y sombrean la capa de nieve, que la tiene muy alta.

Hasta la fecha la mayor parte de las estrategias de compensación basadas en el plantado de árboles solo han tenido en cuenta los dos primeros efectos. Un estudio publicado en 2005 combinaba los tres y halló que los bosques tropicales tienen un efecto neto de enfriamiento, por el incremento de la nubosidad y por el rápido crecimiento de las plantas (que de ese modo fijan rápidamente el CO2).
En los trópicos los árboles crecen tres veces más deprisa que en las zonas templadas. Cada árbol de las zonas lluviosas de los trópicos fija anualmente alrededor de 22 kilogramos de CO2 de la atmósfera. Sin embargo este estudio halló que el efecto de plantar árboles en zonas templadas va de muy pequeño a nulo, porque el calentamiento debido a la mayor absorción de luz solar por los árboles contrarresta el enfriamiento debido a la fijación de CO2 atmosférico. Además este estudio confirmó hallazgos previos sobre que la reforestación de las regiones frías —donde predominan largos períodos de cobertura nival, árboles perennes y ritmos lentos de fijación— probablemente resulte en calentamiento mundial. Según Ken Caldeira, un científico de la atmósfera que trabaja en el Instituto Carnegie, «Plantar árboles fuera de los trópicos para mitigar el cambio climático es una pérdida de tiempo.»
Sin embargo su premisa de que las praderas reflejan más luz solar, manteniendo las temperaturas más bajas, solo se aplica en regiones áridas. Un césped bien regado, por ejemplo, es tan verde como un árbol, pero absorbe mucho menos CO2. Los árboles de hoja caduca también tienen la ventaja de proporcionar sombra en verano y luz en invierno, de modo que estos árboles, plantados cerca de viviendas, pueden incrementar la eficiencia energética de estas.
Este estudio sigue siendo controvertido y criticado por asumir que árboles de colores oscuros podrían reemplazar a la tundra helada en las zonas boreales del hemisferio norte. Los proyectos habituales de plantado de árboles normalmente se llevan a cabo en tierras que son de un color solo ligeramente distinto. Este efecto de calentamiento se midió a lo largo de cientos de años más que en el horizonte temporal de 30 a 70 años que los científicos dicen que tenemos para arreglar el cambio climático.
Por añadidura, el efecto de calentamiento descrito (de los bosques en las latitudes templadas y boreales) solo se produce cuando los árboles han crecido y creado una densa 'cobertura árbórea', y es precisamente en ese momento cuando los árboles cultivados con el propósito de compensar emisiones de CO2 deberían ser talados y el carbono absorbido, consolidado a largo plazo en forma de madera.

### Coste
Así como los beneficios de plantar árboles son objeto de debate, los costes son bajos si se comparan con los de muchas otras opciones de mitigación. El IPCC concluye que «Los costes de mitigación mediante forestación pueden ser bastante modestos (de 0,1 a 20 dólares estadounidenses por tonelada de dióxido de carbono) en algunos países en desarrollo tropicales... Los costes de la mitigación biológica, por lo tanto, son bajos comparados con los de muchas otras medidas alternativas». La relación coste-eficacia de la reforestación tropical no solo se debe al rápido crecimiento de los árboles en esas zonas, sino también a los agricultores de esos países, que plantan y cuidan especies de árboles que pueden mejorar la productividad de sus tierras. Con solo 90 dólares se pueden plantar 900 árboles, bastantes para quitar de la atmósfera la cantidad de dióxido de carbono producida por el consumo de combustibles fósiles del estadounidense medio.
Un estudio internacional estima que la biodiversidad de los bosques vale entre 166 y 490 millardos de $, mientras que el coste de conservarlos sería cinco veces menor.

### Tipos de árboles plantados

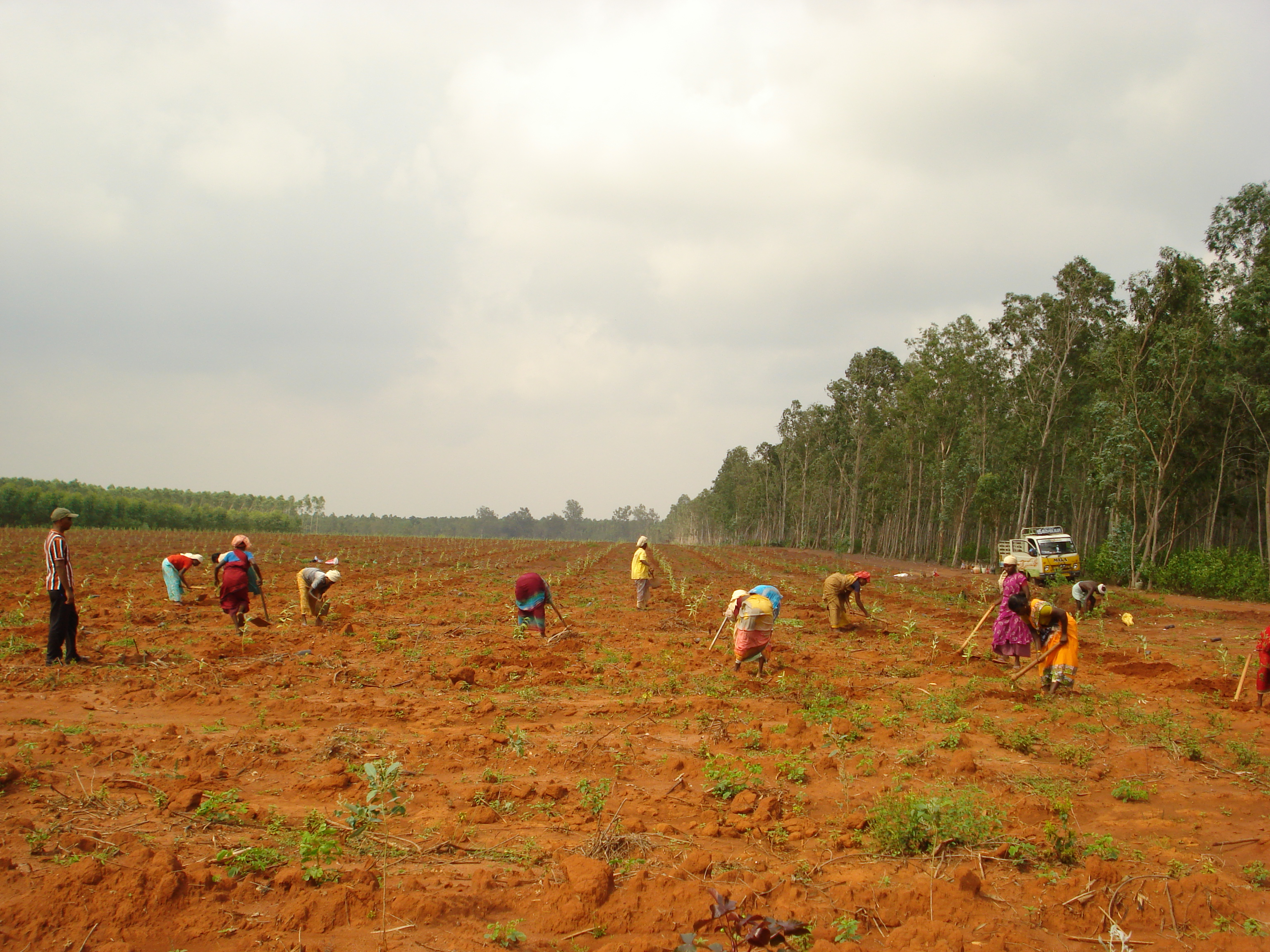
Una plantación de eucaliptos en su estadio final en Arimalam (India).

El tipo de árboles plantados tiene gran influencia sobre el resultado medioambiental. A menudo es más rentable para intereses externos cultivar especies de rápido crecimiento, como el eucalipto, casuarina o pino (por ejemplo, pino insigne), si bien los beneficios para el medio ambiente y la biodiversidad de este monocultivo no son comparables al bosque nativo, y además estos proyectos de compensación de carbono son objeto de controversia.
Para fomentar el crecimiento de los ecosistemas nativos, muchos medioambientalistas abogan por plantar solamente árboles indígenas. Una solución práctica es plantar árboles nativos duros y de rápido crecimiento que empiecen a reconstruir las tierras. Plantar árboles no invasivos que ayuden al retorno natural de las especies indígenas se llama "regeneración natural asistida". Hay muchos de estos árboles no invasivos, de los cuales unos 12 se usan ampliamente, como la leucaena.
Alternativamente, la regeneración natural del bosque gestionada por los agricultores de la zona, que preservan los árboles existentes en vez de plantar más, se considera un método con una ratio coste-eficacia mayor que el plantado normal de árboles.
Un estudio de 777 126 parcelas forestales con 30 millones de árboles de 8 737 especies en 44 países, publicado en 2016 en la revista Science, concluyó que cuantas más especies de árboles (y otras plantas, como arbustos) hay en un bosque, más productivo es: de media un 10 % de pérdida de biodiversidad produce un 3 % de disminución de la productividad. Es falso por tanto que el monocultivo de una sola especie de árbol sea más productivo. Además los bosques diversos resisten mejor el cambio climático. Otra investigación, publicada en PLoS ONE, sobre 55 265 parcelas forestales en países europeos halló que, de media, la producción de madera era un 24 % mayor en bosques de varias especies de árboles que en los de una sola especie.

## Estación de plantado

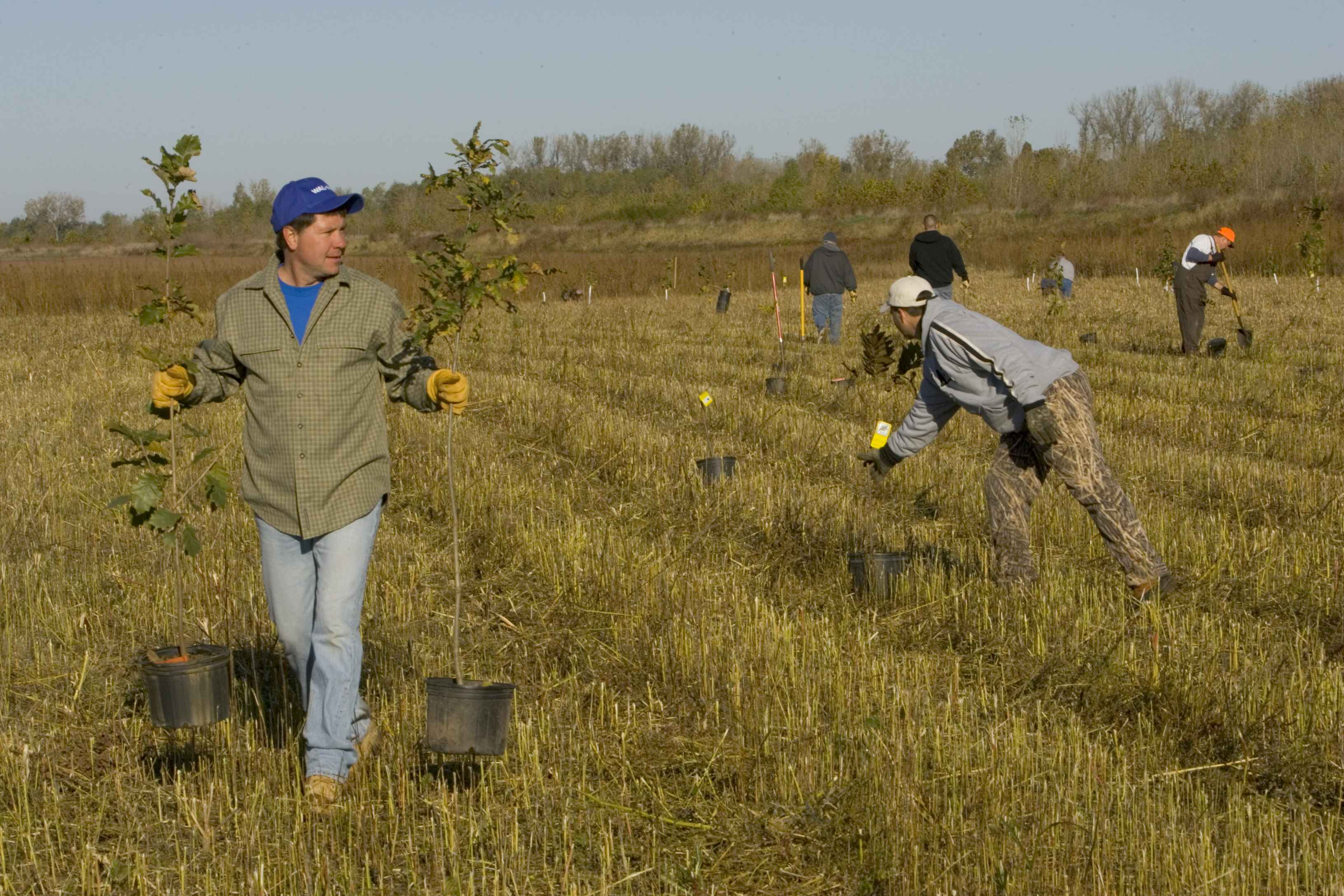
Plantado de árboles en Estados Unidos

### Brotes con las raíces desnudas
La silvicultura clásica aboga unánimemente por plantar en primavera los brotes de raíces desnudas, con el levantamiento (de la tierra del vivero) y plantado en el exterior teniendo lugar cuando los árboles se hallan en dormancia. Esta opinión, en la que está implícito el plantado en primavera, fue ejemplificada por Toumey y Korstian (1942):«Casi sin excepción el período más favorable para ... plantar es 2 semanas o más antes de que las yemas [de los árboles que se plantan] empiecen su crecimiento.» Las condiciones de humedad del suelo son generalmente favorables cuando va a empezar la estación de plantado, y además los brotes en dormancia son menos vulnerables a los choques mecánicos y fisiológicos.
Si la envergadura del programa de plantado lo permite, existen pocas dudas acerca de que este calendario es ventajoso, porque cumple una, y comúnmente dos, de las condiciones esenciales para que el brote arraigue: (1) usar brotes fisiológicamente capaces de responder favorablemente al entorno donde se plantan, y (2) plantar cuando las condiciones de la zona favorecen la supervivencia y el crecimiento del brote. El tercer factor, un correcto trabajo de plantado, probablemente es algo menos crítico en el plantado primaveral convencional que en el de otras estaciones del año. Sin embargo, si no se puede completar el programa de plantado en este período más favorable, hay otras opciones: plantado otoñal convencional, con el brote recién levantado; plantado estival con el brote recién levantado; y plantados primaveral y estival con brotes que fueron levantados (de la tierra del vivero) esa misma primavera o el otoño anterior, y almacenados.

### Plantado primaveral convencional con el brote recién levantado
En el contexto de la silvicultura de regeneración las palabras "primavera", "verano", etc. carecen de significado preciso. Típicamente la estación de plantado comienza tan pronto como el levantamiento se hace posible en el Vivero (jardinería) y termina cuando se completa el programa de plantado. En ese momento el brote está fisiológicamente sintonizado con la estación de crecimiento venidera, y una vez plantado en el exterior, dispone de toda esa estación para desarrollar su sistema de raíces antes de que le afecte alguna helada. La práctica se aproxima raras veces al ideal. Que los brotes se encuentren en dormancia cuando se plantan en primavera es una falacia muy extendida. Comúnmente el crecimiento activo es obvio en el momento del plantado, pero en cualquier caso la actividad metabólica se incrementa en los brotes antes de que en sus extremos aparezcan yemas visibles. La dificultad de obtener una cantidad suficiente de brotes en dormancia levantados en primavera se incrementa cuanto más continental es el clima de la zona. En muchas áreas el tiempo primaveral es poco fiable (a días de temperaturas agradables pueden seguir otros de heladas, que matan los brotes recién plantados) y, a menudo, corto. Asimismo la ventaja de la humedad del suelo que se aduce para el plantado primaveral tampoco está suficientemente fundada. Los suelos de arena o grava, y los superficiales de cualquier composición, dependen fuertemente de que llueva para que en ellos arraigue un brote, debido a su limitada capacidad para contener agua. La abundancia de agua en el suelo tampoco beneficiará a un brote recién plantado cuyas raíces se ven envueltas en suelo anaeróbico o frío, y la mortalidad de brotes plantados en suelo a temperatura inferior a 6 °C puede ser excesiva. Un aporte súbito de agua incrementa la vulnerabilidad de los brotes recién plantados, tanto al estrés fisiológico (porque aumenta la necesidad de agua y reduce la capacidad de crecimiento de las raíces) como a los daños mecánicos, lo que probablemente respalda que el plantado a comienzos de la primavera obtenga mejores resultados que a finales. 
De hecho los abetos se pueden plantar no solo durante la primavera, siempre que se evite el período de mayor elongación de las yemas, sino también durante toda la estación de crecimiento, con pequeñas pérdidas en el crecimiento. El estudio de R.E. Mullin, en 1971, en Midhurst, sur de Ontario, ilustra tanto el éxito con el que se puede plantar la picea blanca durante todo el período en cuestión como la necesidad de minimizar las tensiones en los brotes que se van a plantar. Mullin utilizó brotes 3+0 de parterres normales en una serie de 6 plantados semanales, que empezó con brotes en dormancia aparente el 3 de mayo y terminó el 7 de junio, momento en el cual las yemas mayores tenían varios centímetros de largo. Los brotes se levantaron del parterre y —sin lavar las raíces en algunos grupos y lavándolas en otros— plantados el mismo día del levantamiento después de que sus raíces se expusieran al aire durante 0, 1, 2 o 3 horas. El grupo de control tenía una exposición de 0 horas. En este grupo la supervivencia a los dos años fue del 83,5 +/-4,7 % para los lavados y del 77,2 +/-7.0 % para los no lavados. Sin embargo las ratios de mortalidad entre los árboles cuyas raíces habían sido expuestas más tiempo variaban mucho más. Por ejemplo, la supervivencia a los dos años de los árboles lavados con raíces expuestas 1 hora varió del 17 al 84 %.

### Plantado otoñal convencional con el brote recién levantado
Se considera generalmente que la estación de plantado otoñal empieza cuando el material del vivero se ha endurecido y la lluvia otoñal ha repuesto las reservas de agua del suelo. Continúa entonces hasta que se completa el programa de plantado o se le pone fin por heladas o intensas nevadas. Anteriormente se consideraba que las ventajas del plantado otoñal superaban tanto a las del primaveral que en los estados de los Grandes Lagos casi todo el plantado se hacía en otoño, pero pese a algunos éxitos el plantado otoñal en Norteamérica tiende a ser menos productivo que el primaveral. En algunas zonas una gran desventaja del plantado otoñal es que el sistema de raíces del brote recién plantado tiene poco tiempo para anclarse al terreno antes de las heladas. Los brotes son también vulnerables al empardecimiento invernal (winter browning), que de hecho puede ocurrir todavía en otoño, poco después de plantados, especialmente en los árboles con altas ratios yemas/raíces. Las relaciones entre la progresión de la dormancia y la condición fisiológica, incluyendo la capacidad de crecimiento de las raíces, están mucho menos claras en los abetos que en los pinos, pero hay evidencias contrastadas de que, en ausencia de heladas, el plantado de abetos puede ser tan exitoso en otoño como en primavera.

### Plantado estival con el brote recién levantado
Conceptual y logísticamente, la manera más sencilla de extender la estación de plantado habitual es prolongar el levantamiento de brotes y su plantado durante el verano hasta que se completa el programa de plantado. Existen numerosas evidencias de que los abetos pueden plantarse exitosamente durante el verano, y no es la menor el notable éxito operativo de Marek (Comunicación personal, 1985, George T. Marek, R.P.F, Beardmore, Ontario, Ministerio de Recursos Naturales de Ontario) en el noroeste de Ontario: «el éxito de mis plantaciones se debe a diferentes estrategias y al almacenamiento en frío en Beardmore. He plantado todas las especies desde la primavera hasta últimos del otoño, en gran medida durante el verano, sin ninguna dificultad». El plantado estival también ha sido provechoso en numerosos estudios con abeto blanco, por ejemplo Crossley 1956; Ackerman y Johnson 1962; Decie 1962 cited by Revel and Coates 1976; Burgar y Lyon 1968; Mullin 1971, 1974; Revel y Coates 1976. El éxito depende de dos factores: a) minimizar el estrés a los brotes en todas las etapas, desde el levantado al plantado, y b) plantarlos cuando las condiciones del sitio son favorables a la supervivencia y al crecimiento.

### Plantado primaveral y estival con brotes almacenados
El almacenamiento refrigerado de los brotes se ha desarrollado principalmente con la intención de superar los problemas de usar brotes lavados. El almacenamiento proporciona un medio de tener disponibles brotes cuando los frescos, o bien no están disponibles, o bien se encuentran en un estado de desarrollo inadecuado para el plantado. También ofrece la posibilidad de manipular las condiciones fisiológicas de los brotes. Sin embargo, existen problemas asociados al almacenamiento, como hongos, daños por frío, desecación y agotamiento de las reservas alimenticias del brote. En intentos por desarrollar métodos seguros para el levantado primaveral de brotes con el fin de almacenarlos congelados luego, Mullin (1978) utilizó una base de 0 °C y temperaturas diarias acumuladas del suelo a 15 cm de profundidad para calcular los días-grado (DG). Interpretó los datos en el sentido de que el abeto blanco destinado a almacenarse congelado no debería acumular más de 50 DG antes de ser levantado. Respecto a los brotes levantados en primavera y luego almacenados en frío, los principales ingredientes para el éxito son limpieza, evitación de tronchado y cualquier otro daño mecánico, y evitación de períodos de almacenamiento más largos que los necesarios.
Mullin y Forcier (1976) así como Mullin y Reffle (1980) examinaron los efectos de la fecha de levantamiento primaveral y la fecha de plantado en varias especies, incluyendo el abeto blanco 3+0, después de almacenarlas congeladas, comparándolas con grupos de control que fueron levantados del parterre y plantados en la misma fecha. En todos los plantados, el levantamiento más temprano (2 de mayo) resultó en el mayor índice de supervivencia a los dos años para todas las especies. En otro estudio Mullin (1978) halló que plantar brotes de abeto blanco 3+0 previamente almacenados en frío era consistentemente exitoso a finales de julio solamente con los levantados más tempranamente (25 de abril). Sutton (1982) utilizó también brotes de abeto blanco 3+0 para plantar cada dos semanas desde finales de junio y durante todo el período de crecimiento. Lo hizo así en tres años sucesivos en varios emplazamientos al norte de Ontario. Pese a las variaciones en los brotes, ambientes de almacenamiento deficientes y tiempo adverso, los resultados del cuarto año mostraron un patrón consistente de índices de supervivencia y crecimiento razonables en los árboles plantados durante julio, con un rápido descenso del rendimiento en los árboles plantados posteriormente. También se ha empleado almacenamiento durante el invierno. Tiene la ventaja de levantar el brote al final del período de crecimiento, cuando los procesos fisiológicos llaman a la dormancia natural. El momento óptimo para un levantamiento otoñal fue investigado por Mullin y Parker (1976) combinado con temperaturas de almacenamiento durante el invierno para determinar los efectos en el rendimiento de brotes de abeto blanco 3+0. Hubo 5 levantamientos, uno a la semana desde el 19 de octubre hasta el 16 de noviembre, fecha después de la cual la tierra helada impidió posteriores levantamientos. Se usaron dos temperaturas de almacenamiento, -18 °C y -4 °C. Casi todos los brotes almacenados a -18 °C murieron. Los otros se plantaron en surcos superficiales en tierra limosa levemente apelmazada el 12 de abril, 17 de mayo y 14 de junio, a la vez que brotes recién levantados en la misma fecha. Las plantaciones de brotes congelados y recién levantados dieron resultados comparables en plantaciones extendidas hasta mediados de junio en la zona de Midhurst, Ontario.
Se han usado sótanos subterráneos y zulos excavados en la nieve para almacenar brotes durante el invierno con refrigeración natural. Empleando esta refrigeración en un sótano, Jorgensen y Stanek (1962) mantuvieron en dormancia brotes de abeto blanco 3+0 y 2+2 durante 6 meses sin detrimento aparente en el rendimiento una vez plantados. Por añadidura los brotes resultaron altamente resistentes a los daños de las heladas primaverales. El almacenamiento con refrigeración natural durante el invierno para abeto blanco 3+0 y 2+2 también fue empleado por Mullin (1966). Al contrario que los brotes de Jorgensen y Stanek (1962), que se criaron en un vivero a 550 km al sur de donde luego se plantaron, los brotes de Mullin se cultivaron en un vivero en aproximadamente la misma latitud que la zona de plantación. Los brotes experimentaron temperaturas, dentro del hatajo en el que se encontraban empaquetados, hasta de -15 °C a mediados del invierno, pero aun así mostraron índices de supervivencia el primer y segundo año del 85,9 y 65,9 % respectivamente, comparados con 91,4 y 76,2 % respectivamente de brotes plantados recién levantados. Sin embargo, los brotes almacenados de Mullin fueron dañados mucho más por las heladas primaverales que los que se plantaron recién levantados, y «mostraron menos vigor en términos de supervivencia, susceptibilidad a los daños y crecimiento».